# Bonnemaisoniales
Ordre
Les Bonnemaisoniales sont un ordre d'algues rouges de la classe des Florideophyceae et de la sous-classe des Rhodymeniophycidae.

## Liste des familles
Selon AlgaeBase (1 août 2012), Catalogue of Life (1 août 2012) et World Register of Marine Species (1 août 2012) :
- famille des Bonnemaisoniaceae F.Schmitz
- famille des Naccariaceae Kylin

Selon ITIS (1 août 2012) :
- famille des Bonnemaisoniaceae

Selon NCBI (1 août 2012) :
- famille des Bonnemaisoniaceae
  - genre Asparagopsis
  - genre Bonnemaisonia
  - genre Delisea
  - genre Leptophyllis
  - genre Ptilonia
- famille des Naccariaceae
  - genre Atractophora
  - genre Naccaria
  - genre Reticulocaulis